# Цезарова палата
Цезарова палата је луксузни хотел и казино у Парадајсу, у Невади. 
Цезарова палата је пронађена 1966. год од стране Џеј Сарна и Стенли Малина, који су желели да створе раскошан објекат који ће гостима пружити доживљај као да се налазе ту у време Римског царства. Садржи много статуа, стубова и иконографије укључујући статуу Цезара од 6,1 м. У јулу 2016. године хотел је имао 3960 соба и апартмана у шест кула са свечаном салом од 28 000. метара квадратних.
Хотел има разне врсте ресторана. Казино такође поседује 24-сатну собу са преко 420. метара квадратних у којој се налазе разни видео покер апарати и слот машине.
У хотелу се одржало много музичких и спортских догађаја. Поред одржавања боксерских мечева у каснијим седамдесетим. Главно место извођења је колосеум. Позориште прима 4.296 људи и садржи позорницу од 2.086 квадратних метара.  